# Alessandro Sforza (Condottiere)
Alessandro Sforza (* 29. Oktober 1409 in Cotignola; † 3. April 1473 in Torre della Fossa, Ferrara) war Stadtherr von Pesaro.

## Leben
Er war der mittlere der drei außerehelichen Söhne des Muzio Attendolo Sforza aus seiner Beziehung mit Lucia Terziani. Er wurde zunächst Gregorio getauft, wurde dann aber zu Ehren von Papst Alexander V. umbenannt. Sein älterer Bruder war Francesco I. Sforza, seit 1450 Herzog von Mailand, sein jüngerer Bosio Sforza, Graf von San Fiora. Er war Condottiere im Dienst der Kirche, im Dienst seines Bruders Francesco und im Dienst des Königs von Neapel. Er war kirchlicher Vikar von Ancona seit dem Jahr 1434 und Gouverneur von Assisi seit dem Jahr 1439. Seit dem Jahr 1445 war er kirchlicher Vikar und Herr von Pesaro. Zudem war er Herzog von Sora, wobei er das Lehen sofort wieder verlor. Weiters war er Herr von Gradara und Castelnuova seit dem Jahr 1463. Er wurde auch Lieutenant des Königreichs von Neapel im Jahr 1463.
Er heiratete am 8. Dezember 1444 in erster Ehe Costanza Varano (* um 1428 in Camerino; † 31. Juli 1447 in Pesaro), Tochter des Pietro Gentile da Varano, päpstlicher Vikar von Camerino, und Elisabetta Malatesta. Seine zweite Ehe schloss er 9. Januar 1448 mit Sveva di Montefeltro (* 1434 in Urbino; † 8. September 1478 in Pesaro), Halbschwester Federicos da Montefeltro, Tochter des Grafen Guidantonio da Montefeltro von Urbino und der Caterina Colonna. Sveva trennte sich von ihrem Ehemann und ging 1457 ins Kloster Santa Chiara, wo sie 1475 Äbtissin wurde.

## Nachkommen
Mit Costanza Varano:
- Battista Sforza (* um 1446 in Pesaro; † 6. Juli 1472), die am 10. Februar 1460 die zweite Ehefrau von Federico da Montefeltro, Herzog von Urbino, wurde.
- Costanzo I. Sforza (* am 5. Juli 1447 in Pesaro; † 19. Juli 1483 in Pesaro), der nach dessen Tod die Herrschaft über Pesaro erbte und schließlich seit dem Jahr 1473 kirchlicher Vikar und Herr von Pesaro war.

Natürliche und legitimierte Kinder:
- Ginevra (* um 1440 in Ancona; † 16. Juli 1503 in Bologna) wurde 1454 in Bologna mit Sante I. Bentivoglio verheiratet und heiratete in zweiter Ehe 1464 Giovanni II. Bentivoglio.
- Antonia († um 1500 in Brescia) heiratete im Jahr 1468 oder 1469 Ottaviano Martinengo, Graf von Orzivecchi.[1][2]